# Rollright Stones
Rollright Stones är en fornlämning i Storbritannien.   Den ligger i grevskapet Oxfordshire och riksdelen England, i den södra delen av landet, 110 km nordväst om huvudstaden London. Rollright Stones ligger 220 meter över havet.
Terrängen runt Rollright Stones är huvudsakligen platt. Rollright Stones ligger uppe på en höjd. Runt Rollright Stones är det ganska tätbefolkat, med 139 invånare per kvadratkilometer. Närmaste större samhälle är Banbury, 18,6 km nordost om Rollright Stones. Trakten runt Rollright Stones består till största delen av jordbruksmark.